# Museo d'arte professionale in miniatura Henryk Jan Dominiak di Tychy
Il Museo d'arte professionale in miniatura Henryk Jan Dominiak di Tychy (in polacco: Muzeum Miniaturowej Sztuki Profesjonalnej Henryk Jan Dominiak w Tychach) è un museo d'arte moderna e contemporanea situato in strada Żwakowska 8/66, nel centro storico della città omonima e non lontano da Katowice, nella regione storica della Slesia, nella Polonia meridionale. Il Museo è un centro di cultura dipendente dal Ministero della cultura e del patrimonio nazionale della Repubblica di Polonia.
Il museo, specializzato in opere in miniatura sulla falsariga dei parchi in miniatura ma per le opere d'arte, è stato indicato come «il museo più piccolo del mondo».

## Storia
Il museo è stato fondato nel 2013 a Tychy per iniziativa di Henryk Jan Dominiak sul sito di un'ex galleria d'arte.

## La collezione
La collezione museale comprende oltre 970 oggetti e opere d'arte, provenienti da varie parti del mondo: tra le nazioni rappresentate ci sono la Svezia, l'Ucraina, l'Ungheria, il Brasile e la Polonia.

## Il percorso museale
Vi sono esposte:
- La pittura in miniatura
- Il disegno in miniatura
- La scultura in miniatura
- La ceramica in miniatura

### La pittura in miniatura

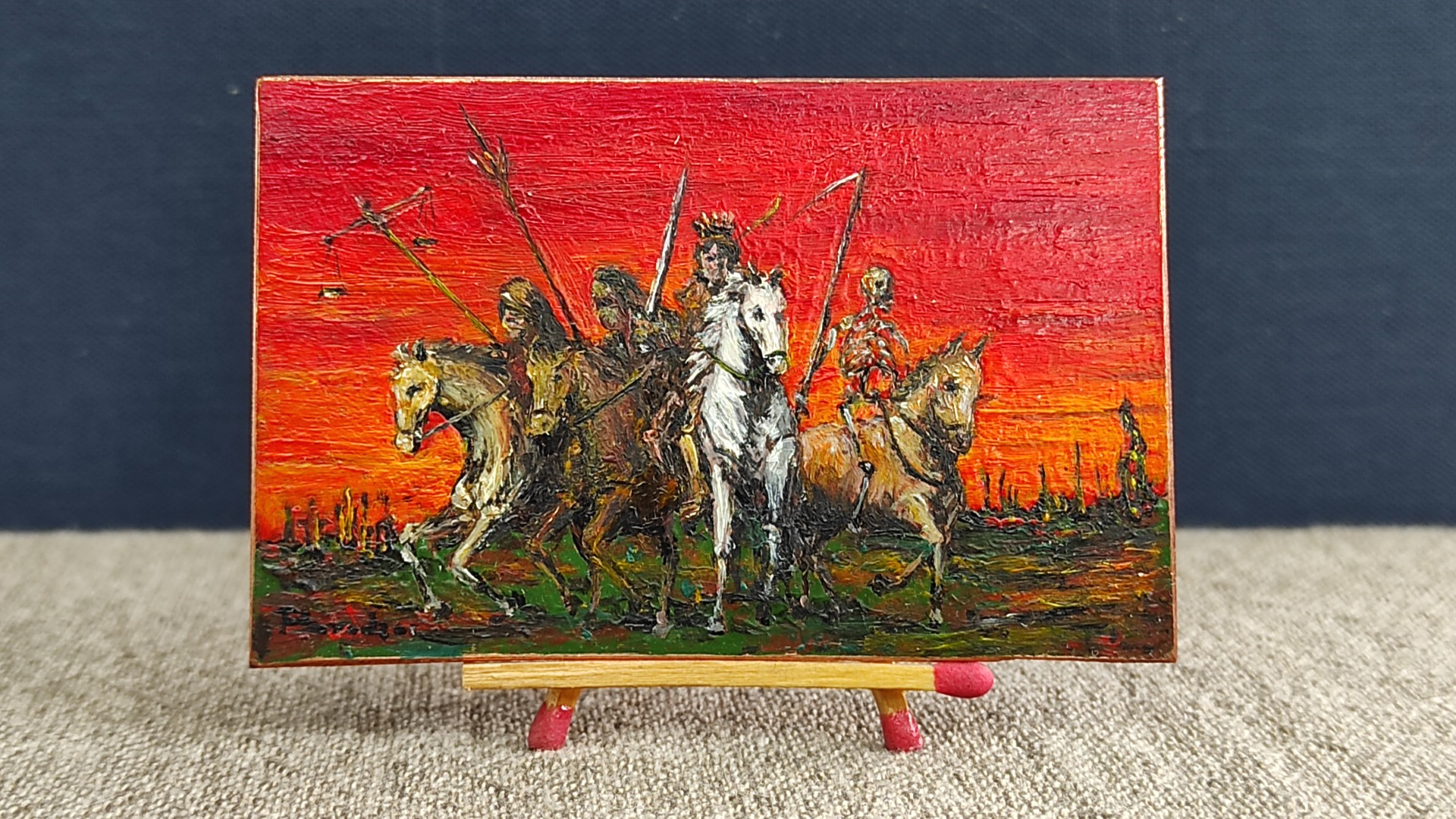
I quattro cavalieri dell'Apocalisse, dipinto ad olio su rame, dimensione 50 mm x 77 mm, di Paweł Brodzisz (2025), cavalcano in gruppo, per portare fame, guerra, peste e morte.
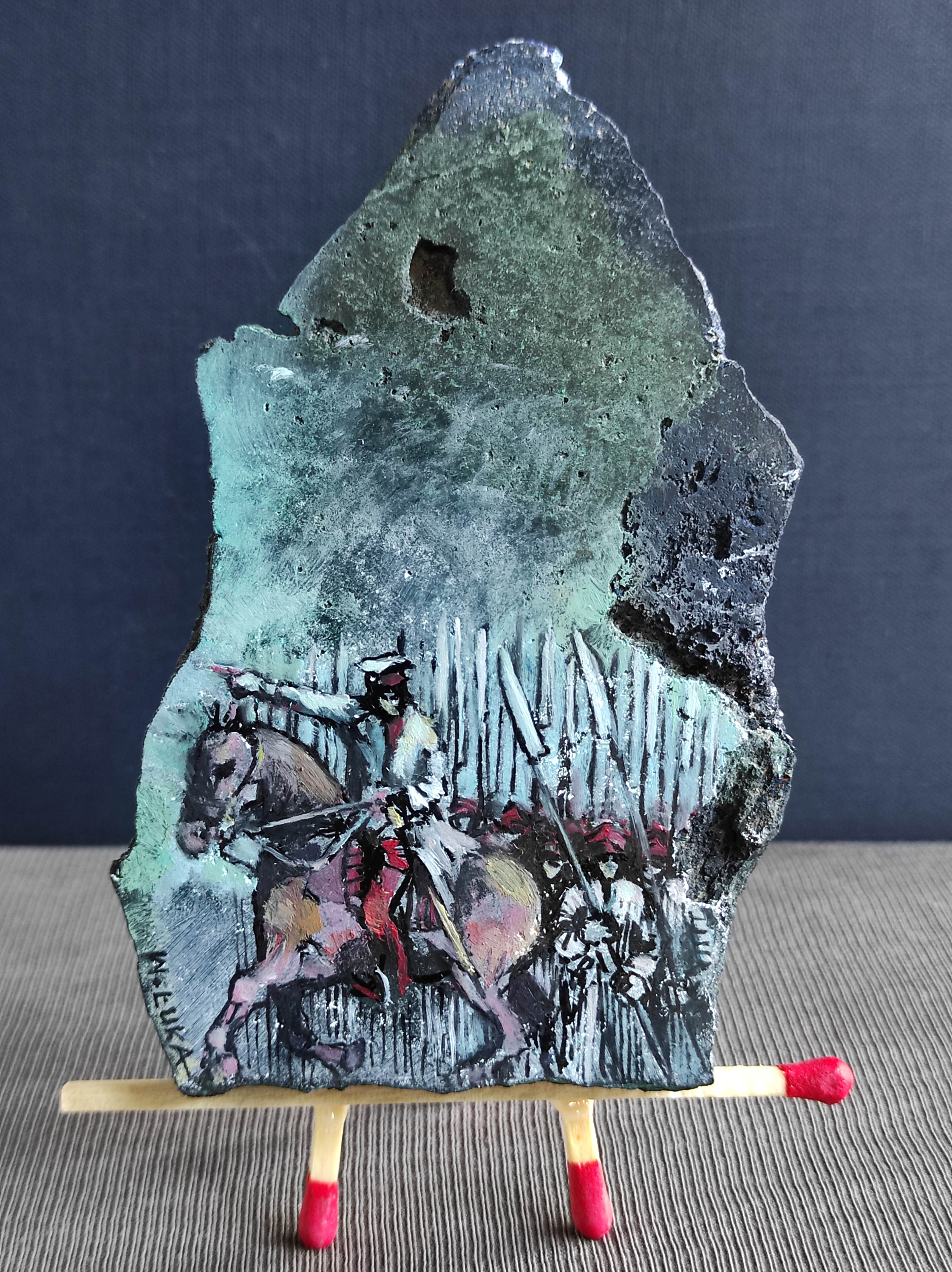
Wojciech Łuka, Battaglia di Raclawice, dipinto a olio su malachite e lapislazzuli, dimensioni di 132 mm × 77 mm. Si tratta di una scena della battaglia tra i l'esercito polacco e quello dell'impero russo, avvenuta il 4 aprile 1794 nei pressi del villaggio di Racławice nella regione storica della Piccola Polonia.
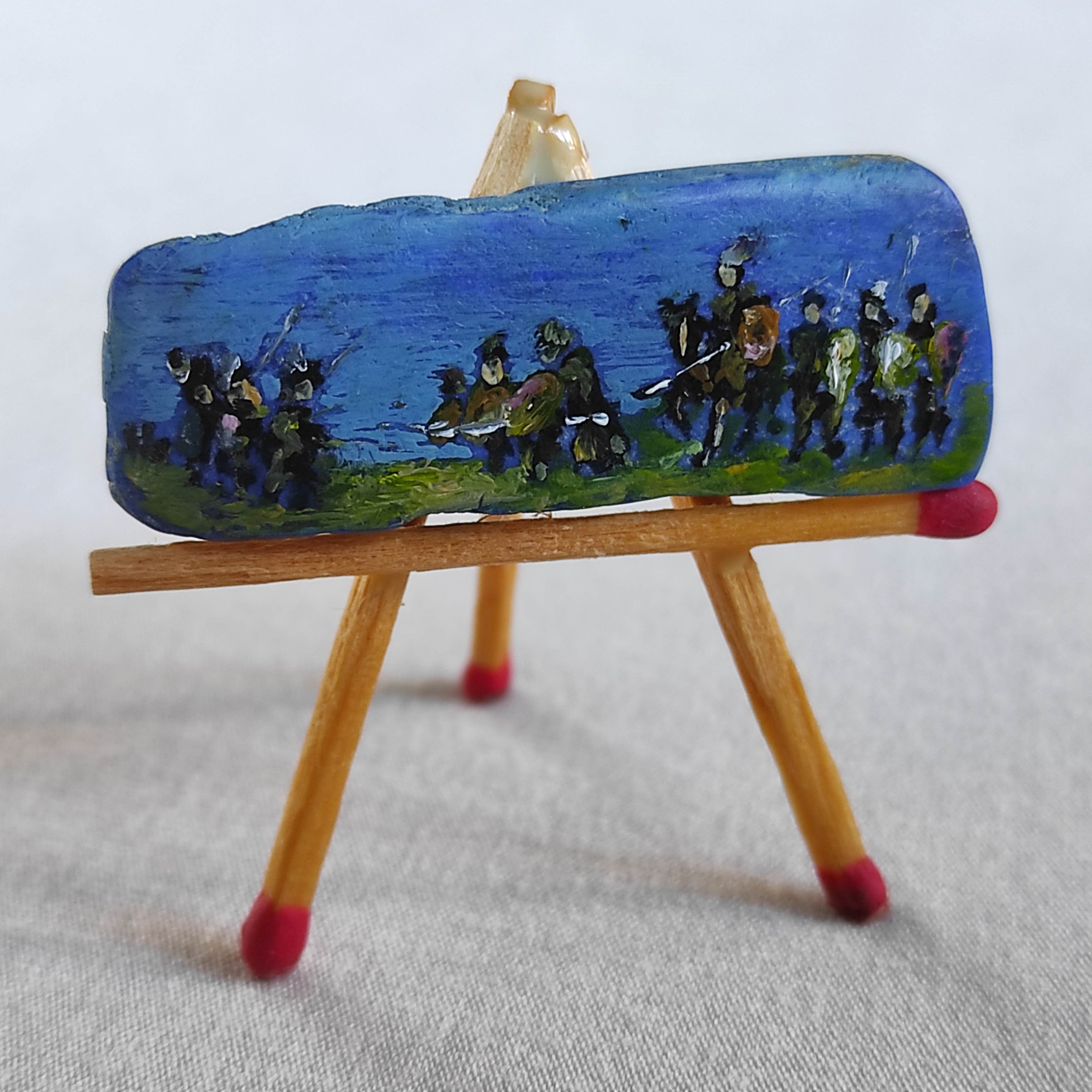
Paweł Brodzisz, Battaglia di Cedynia, dipinto a olio su lapislazzuli, dimensione 15 mm x 42 mm. La miniatura è l'unico così piccolo valido esempio della battaglia di Cedynia, che avvenuta nel il 24 giugno 972, che fu la prima battaglia documentata storicamente, gli eserciti di Polonia e Sassonia si incontrarono nei pressi di Cedynia, Polacchi sconfissero in modo decisivo le truppe di Odone I.
Anna Januszewicz-Pitlok, Il miracolo della Vistola, pittura acrilica su zoisite (anyolite con rubino, dimensione 22 mm x 44 mm; è il dipinto più piccolo del mondo relativo alla Battaglia di Varsavia.[17][18] Quadro dipinto è accentuato della battaglia molto sanguinosa di Varsavia fu combattuta dal 13 al 25 agosto 1920 tra le forze polacche comandate da Józef Piłsudski e quello le forze dell'Armata Rossa comandate da Michajl Tuchačevskij il 16 agosto nei pressi alla Fortezza di Modlin di Varsavia.[19]

### Il disegno in miniatura

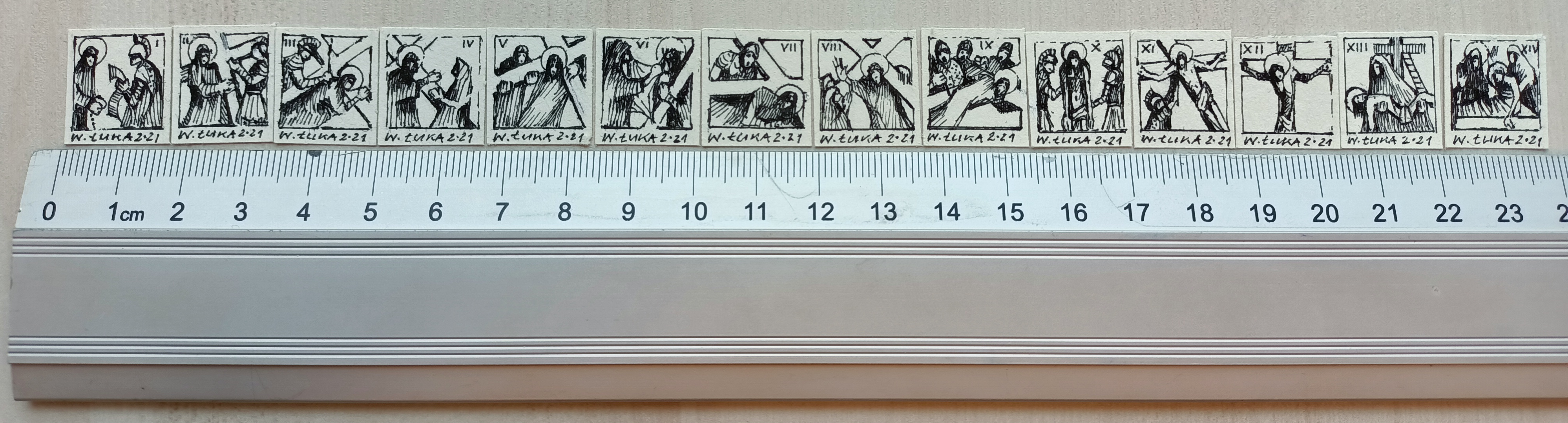
Wojciech Łuka, Via Crucis, disegno tradizionale. Le stazioni della Via Crucis raffigurate da sinistra verso destra sono le seguenti: Gesù è condannato a morte, Gesù è caricato della croce, Gesù cade per la prima volta, Gesù incontra sua madre, Gesù è aiutato a portare la croce da Simone di Cirene, Santa Veronica asciuga il volto di Gesù, Gesù cade per la seconda volta, Gesù consola le donne di Gerusalemme, Gesù cade per la terza volta, Gesù è spogliato delle vesti, Gesù è inchiodato sulla croce, Gesù muore in croce, Gesù è deposto dalla croce, Il corpo di Gesù è deposto nel sepolcro. È un La Via Crucis il più piccolo del mondo.

### La scultura in miniatura

Aleksandra Jeżyk, Signora d'argento, 2013, realizzata con il filo. Altezza di 26 mm. L'artista polacca adoperò la tecnica dell'uncinetto.
Danuta Saga Tomaszewska, Santa Barbara, 2013, il mescolanze argillose naturali (ceramiche dette appunto greificate). Altezza di 46 mm.
Henryk Jan Dominiak, Gesù il pensatore n. 1, 2013, l'argento su lapislazzuli. Altezza di 26 mm. È una ricostruire il profilo del su Gesù di Nazareth storico secondo il punto di vista un pittore e scultore polacco. Gesù, intanto, è il fondatore e la figura centrale del cristianesimo, svolse l'attività di guaritore ed predicatore in Galilea e nella regione storica della Palestina, facendone una delle figure che hanno esercitato maggiore influenza sulla cultura occidentale.[22]
Aranka Gérné Mezősi, Danza, 2013, realizzata con il filo litz, colla liquide o solide, vernice e diversi tipi di carta. Altezza di 80 mm. Uno dei più noti scultura di l'artista ungherese sul tema delle danzatrici classiche nella fase pre-sesso.

### La ceramica in miniatura

Danuta Saga Tomaszewska, Brocca n. 1, 2013, impasto ceramico di argille naturali greificate bianche. Altezza di 18 mm.
Danuta Saga Tomaszewska, Vaso da piante (di forma tradizionalmente quadrata), 2013, impasto ceramico di argille naturali greificate bianca e rossa. Altezza di 9 mm.
Danuta Saga Tomaszewska, Pentola per contenere latte acido (di forma tradizionalmente tonda), 2013, impasto ceramico di argille naturali greificate rossa. Altezza di 10 mm.
Danuta Saga Tomaszewska, Brocca usate nelle osterie per versare vino (di sezione trasversale rettangolare, di forma il tradizionalmente tonda, più raramente quadrata), 2013, impasto ceramico di argille naturali rossa. Altezza di 17 mm.